# Late Night Alumni
Late Night Alumni — американская хаус-группа, в составе которой находятся Райан Рэддон (Kaskade), Финн Бьярнсон (Finn Bjarnson), Джон Хэнкок (John Hancock) и вокалистка Бекки Джин Уильямс (Becky Jean Williams).

## История группы
Проект Late Night Alumni является подбрендом лейбла Kaskade, и юридически принадлежит Hed Kandi. В действительности музыку Kaskade от музыки Late Night Alumni отличает очень немногое.
В настоящий момент Late Night Alumni выпустили три студийных альбома - «Empty Streets» (2005), «Of Birds, Bees, Butterflies, Etc…» (2009), «Haunted» (2010) и несколько синглов - “Empty Streets” (2005), “I Knew You When” (2006), «Another Chance» (2008), «You Can Be The One» (2009).
Группа «Late Night Alumni» была создана Becky Jean Williams, Finn Bjarnson, John Hancock, и Ryan Raddon. Бекки родом из Солт Лейк Сити. Она окончила Университет Юты, и вот уже пять лет занимается сочинительством и исполнением музыки, для себя, и для других групп. Финн - музыкальный продюсер вот уже много лет. Он занимается продюсированием Райана Рэддона из Kaskade, треки которого занимали высокие строчки в чартах. Финн работает под множеством имен, включая Members Only, Kaskade, The Pleasant Grove Minstrels, и Late Night Alumni, играл на гитаре и клавишных во множестве групп в последнее десятилетие. Джон - продюсер в Солт Лейк Сити. Он работал над большим количеством альбомов и писал музыку для множества национальных и интернациональных заказчиков. Его конек - струнная аранжировка. Для Late Night Alumni он работал по клавишам и струнным.
Райан, вероятно, самый известный член группы, по его работе диджеем, и под именем Kaskade, в котором кроме него состоит и сопродюсер Финн. Его неподражаемый, сочный, органичный дип-хаус, вылился в ремиксы треков таких исполнителей как Justin Timberlake и Terri Walker, не говоря уже о его альбомах выпущенных лейблом Om Records, для которого он работает продюсером-консультантом. Первый его альбом - “In The Moment” - был назван Billboard Magazine как “пленительный дебют”.

## Альбом «Of Birds, Bees, Butterflies, Etc.»
Of Birds, Bees, Butterflies, Etc., следующий альбом после Empty Streets, стал доступен для цифровой загрузки 3 ноября 2009 года. 2 февраля 2010 альбом был издан Ultra Records на CD-диске. 1 сентября 2009, вышел первый сингл группы с альбома «You Can Be The One» ранее доступный на Beatport и iTunes. За ним последовал ремикс Sultan и Ned Shepard, выпущенный 23 сентября 2009.
Видеоклип живого исполнения песни «You Can Be The One» был записан в штате Юта.

## Дискография

### Альбомы
- 2005 — Empty Streets
- 2009 — Of Birds, Bees, Butterflies, Etc.
- 2011 — Haunted
- 2013 — The Beat Becomes a Sound
- 2015 — Eclipse
- 2019 — Silver

### Синглы
| Название Empty Streets I Knew You When Another Chance (Kaskade Remix) You Can Be The One You Can Be The One (Sultan & Ned Shepard Remix) | Лейбл — каталожный номер Hed Kandi — HEDK12013 Quiet City Recordings — QCR002SV Quiet City Recordings — QCR008 Ultra Records — UL2202 Ultra Records — UL2256 | Дата September 2005 April 17 2006 September 24 2008 September 1 2009 September 23 2009 |